# Keskisaari (ö i Norra Savolax, Kuopio, lat 63,03, long 27,80)
Keskisaari är en ö i Finland. Den ligger i sjön Juurusvesi och Akonvesi och i kommunen Siilinjärvi i den ekonomiska regionen  Kuopio ekonomiska region  och landskapet Norra Savolax, i den centrala delen av landet, 300 km norr om huvudstaden Helsingfors. Öns area är 7,2 hektar och dess största längd är 0,6 kilometer i sydöst-nordvästlig riktning.